# 警技射击
《警技射击》是由岩崎技研工業開發（岩崎的電子遊戲開發業務於1986年12月Intelligent Systems公司成立後繼承），任天堂於1984年发行的射击游戏。这是最早使用光线枪的电子游戏之一。
游戏画面显示多个弹出坏人和无辜人士纸板，玩家需要击中坏人，同时避免伤及无辜。
《电脑游戏世界》称《警技射击》是1988年最佳任天堂射靶游戏。

## 來源
霍根巷是佩里營特警學校的射擊場，這是美國國民警衛隊的訓練設施，在二戰期間，特警學校關閉。1987年，在電子遊戲警技射击發布大約三年後，位於弗吉尼亞州匡蒂科的FBI學院建立了一個名為Hogan's Alley的小型模擬城市，作為訓練行動的場所。

## 形式玩法
該遊戲被包含在IGN上的愚人節笑話中，公告稱，該遊戲將作為經典NES系列的一部分移植到任天堂DS，使用觸摸屏代替光槍，該公告只是一個惡作劇。 然而，遊戲的某些部分確實以觸摸屏控制的微遊戲形式出現在《觸控瓦利歐製造》中，其中之一是更長的微遊戲，並且遊戲配樂也可以解鎖以供聆聽。 雖然該遊戲從未進入Wii平台，但它於2016年1月7日在北美發佈到隨後的Wii U。

## 外部連結
- 红白机40周年纪念活动网站上的《警技射击 （页面存档备份，存于）》（日語）